# Ordinador corporal

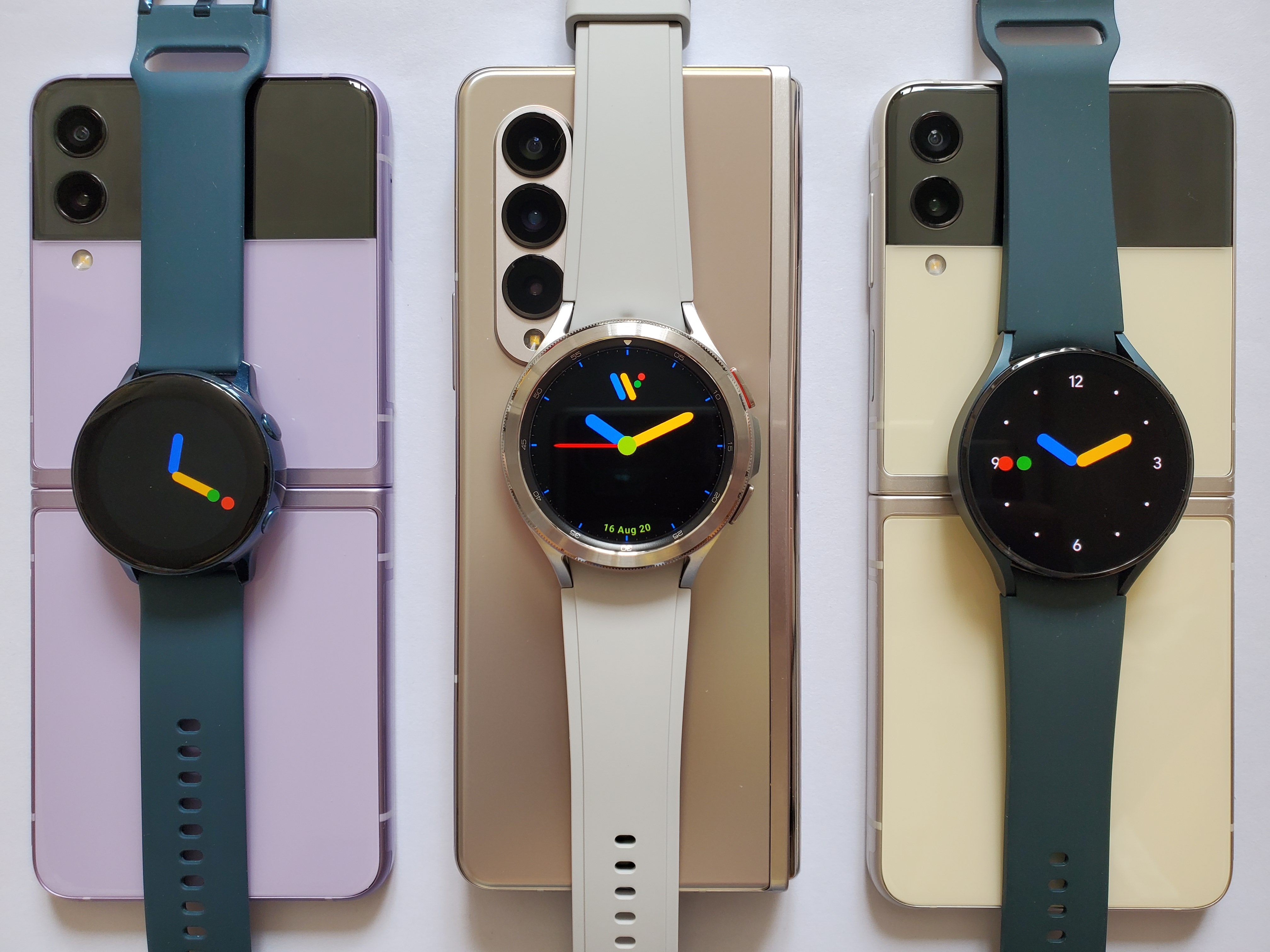
Rellotge intel·ligent

Els ordinadors corporals (de l'anglès wearable) són dispositius dissenyats per portar a sobre, es poden incorporar a la roba o a accessoris que es porten còmodament cada dia. Hi ha diversos tipus de dispositius i cadascun està pensat per desenvolupar unes funcionalitats específiques. Representen una nova manera de rebre, aconseguir i gestionar la informació.
Entre els dispositius més coneguts d'aquesta tecnologia estan: els rellotges, ulleres, lents de contacte, roba o tèxtils (e-textils, smart textils, smart fabrics), joieria com anells, braçalets o colgants. També hi ha un altre tipus de dispositius wearables més invasius per les persones, que s'incorporen a la pell mitjançant la implantació d'un micro-chip o de petits tatuatges.

## Àrees d'aplicació més importants
Diverses àrees han incorporat aquestes tecnologies amb l'objectiu de poder fer servir els diferents dispositius a la vida diària i millorar alguns aspectes d'aquesta. D'entre les àrees més importants es poden ressaltar:
- Medicina: els ordinadors corporals permeten fer un seguiment més acurat dels pacients, aplicar teràpies específiques a cada persona i en qualsevol moment. A més representen una millora en la qualitat de vida de les persones dependents. Exemples d'aquesta tecnologia poden ser monitors de glucosa, monitors ECG wearables, mesuradors de saturació d'oxigen, monitors de pressió sanguínia, etc.[1][2]
- Esport: permeten fer monitoratge de les diverses activitats físiques i, alhora, proporcionen seguretat. Alguns exemples de dispositius són: polseres i rellotges per mesurar l'activitat física, sabatilles que registren les passes, etc.[2][3]
- Moda: la roba i els complements han trobat en els wearable nous mecanismes per ampliar-se i brindar noves tendències i funcionalitats als usuaris. La incorporació de LEDs o de fibra òptica a la roba, a més de microxips són alguns exemples de l'ús d'aquesta tecnologia a la moda.[4]
- Militar: els ordinadors corporals permeten equipar millor als soldats, incorporant aquesta tecnologia es poden proporcionar eines com GPS integrat, comunicació instantània amb mans lliures, visió amb realitat augmentada, entre d'altres. Elements com ulleres de realitat augmentada o petits dispositius de comunicació portables són alguns exemples de la tecnologia que fan servir actualment.[5][6]
- Educació: els ordinadors corporals es poden fer servir a les aules per tal de millorar l'educació dels nens, ajudar-los a aprendre nous llenguatges, entre altres aplicacions. Les Google Glass són un exemple de la tecnologia que han incorporat a aquesta branca.[7]
- Comunicació: una de les funcionalitats més importants dels ordinadors corporals és la facilitat de comunicació que brinden; dispositius com els rellotges ens permeten estar informats de tot el que succeeix en tot moment.[8]
- Entreteniment: els ordinadors corporals permeten incursionar en nous tipus d'entreteniment: realitat augmentada, realitat virtual, jocs fets a mida per l'usuari. Alguns exemples de dispositius són: ulleres de realitat augmentada, dispositius que mesuren els moviments i es connecten a consoles de videojocs, guants que permeten reproduir la música, etc.[2][9]

### Estat actual del mercat
Actualment els sectors que dominen aquest mercat són el de la salut, que inclou la medicina i esport, i el de les comunicacions.
El mercat dels ordinadors corporals es pot dividir actualment en els següents grups:
- Rellotges intel·ligents: aquests dispositius permeten realitzar les funcions típiques d'un rellotge digital de polsera (visualitzar l'hora, cronòmetre, alarma), rebre actualitzacions d'internet com correus electrònics o missatges de les xarxes socials, informació de la temperatura en una zona d'interès, esdeveniments del calendari o, fins i tot, demanar una pizza. Exemples d'aquesta categoria són el Moto 360 de Motorola,[10] Pebble[11] de Pebble, Samsung Gear 2[12] i Samsung Gear S[13] de Samsung, LG G Watch[14] i LG G Watch R[15] de LG, Asus ZenWatch[16] d'Asus o Sony SmartWatch 3[17] de Sony.
- Glasses: l'exemple més conegut d'aquesta tecnologia actualment són les Google Glass, que permeten accedir a un entorn de realitat augmentada. La interacció amb l'usuari es fa mitjançant la presentació de les dades davant dels ulls, els usuaris poden demanar al dispositiu que faci alguna acció concreta a través d'ordres parlades, com pot ser l'ordre: “OK Google, Take a picture”. També trobem altres dispositius com: Meta Glasses[18] de Meta, Oculus Rift[19] de Oculus VR, Vuzix M100[20] Smart Glasses de Vuzix, Epson moverio BT-200[21] de Epson o SmartEyeglass de Sony.[22]
- Polseres o Lifebands: estan destinades sobretot a fer monitoratge i enregistrament de les dades generades durant l'activitat física de l'usuari, com per exemple: enregistrament de calories, passos fets en un dia, monitoratge del ritme cardíac o també monitoratge del son. Exemples d'aquesta categoria són: UP24 by Jawbone,[23] Myo Alpha[24] de Thalmic Labs, Nike Fuel Band[25] de Nike, SmartBand Talk SWR30[26] de Sony, LG Lifeband Touch[27] de LG o Samsung Gear Fit.[28]
- Heart monitors: aquests dispositius venen en diferents formats, poden tenir forma de polsera, de rellotge, o altres. La seva principal funció és el monitoratge del ritme cardíac, tant per a corredors com per a gent que necessita fer-se un seguiment continu per raons mèdiques. Exemples d'aquesta categoria són UP3 de Jawbone, LG Heart Rate Earphones o Sony SmartBand.

## Com estan fets els ordinadors corporals

### Components hardware
En el mercat hi ha diferents tipus d'ordinadors corporals i cadascú té característiques diferents. Malgrat això, molts coincideixen en els components hardware que fan servir.
A causa de la creixent demanda dels mercats, alguns fabricants de components electrònics han apostat per fer processadors específics per als ordinadors corporals. Intel per exemple, ha posat a la disposició dels desenvolupadors el processador Edison, pensat exclusivament per als ordinadors corporals.
Aquests SoC (System on a chip) té la mida d'un segell de correus i les seves característiques són: connectivitat WiFi, Bluetooth, doble nucli Quark, 1GB de memòria RAM, 4GB d'emmagatzematge, i de moment admet el desenvolupament en Arduino, C i C++.
ARM també ha tret un processador, el Cortex-A7, pensat per petits dispositius com telèfons intel·ligents o ordinadors corporals que se centra en l'eficiència energètica.
El SoC, Qualcomm Snapdragon 400 o MSM8926, està dissenyat especialment per dispositius mòbils i ordinadors corporals, i porta una CPU Cortex-A7 d'ARM. S'ha fet molt popular entre els rellotges intel·ligents a causa de les seves especificacions i cada cop més dispositius el porten incorporat.
A continuació es presenta una comparativa de les diferents característiques tècniques d'alguns dispositius que hi ha actualment al mercat, dividida per les principals categories abans esmentades.

#### Rellotges intel·ligents
En la taula es presenta una comparativa quant a maquinari d'alguns dels rellotges intel·ligents que hi ha actualment al mercat.
| Dispositiu        | Processador                       | Memòria                               | Comunicacions            | Pantalla                                                                                         | Càmera        | Bateria                      |
| ----------------- | --------------------------------- | ------------------------------------- | ------------------------ | ------------------------------------------------------------------------------------------------ | ------------- | ---------------------------- |
| Pebble            | ARM Cortex-M3, up to 80MHz        | 128MB/4MB                             | Bluetooth 4.0            | 1.26-inch, 144 × 168 pixel epaper display                                                        |               | Li-Ion polymer 5-7 dies d'ús |
| Samsung Gear 2    | Dual-Core 1 GHz Exynos3250        | 4 GB emmagatzematge intern, 512MB RAM | Bluetooth 4.0 LE         | 1.63” Super AMOLED amb resolució de 320 x 320                                                    | 2.0 Megapixel | 300 mAh. 1 dia d'ús          |
| Samsung Gear S    | Qualcomm Snapdragon 400 a 1 GHz   | 4 GB emmagatzematge intern, 512MB RAM | Bluetooth 4.0, Wi-Fi, 3G | AMOLED de 2 polzades i 360 x 480 píxels                                                          | 1.9 Megapixel | 300 mAh. 1 dia d'ús          |
| Moto 360          | Single-Core 1 GHz TI OMAP 3       | 4 GB emmagatzematge intern, 512MB RAM | Bluetooth 4.0 LE         | LCD de 1,56”amb resolució de 320 x 290, 205 ppi, LCD amb llum de fons, Corning RGorilla RGlass 3 |               | Li-Ion 320 mAh. 1 dia d'ús   |
| LG G Watch        | Qualcomm Snapdragon 400 a 1.2 GHz | 4 GB emmagatzematge intern, 512MB RAM | Bluetooth 4.0            | 1.65IPS LCD                                                                                      |               | 400 mAh                      |
| LG G Watch R      | Qualcomm Snapdragon 400 a 1.2 GHz | 4 GB emmagatzematge intern, 512MB RAM | Bluetooth 4.0            | P-OLED de 1,3 polzades i 320x320 píxels                                                          |               | 410 mAh                      |
| Sony SmartWatch 3 | Quad-core ARM Cortex A7 a 1,2GHz  | 4 GB emmagatzematge intern, 512MB RAM | Bluetooth 4.0, NFC       | 1,6 polzades i 320 x 320 píxels                                                                  |               | 420 mAh                      |
| Asus ZenWatch     | Qualcomm Snapdragon 400 a 1.2 GHz | 4 GB emmagatzematge intern, 512MB RAM | Bluetooth 4.0            | AMOLED touchscreen capacitiu de 1,63 polzades i 320 x 320 píxels                                 |               | 369 mAh                      |
| Apple Watch       | xip S1                            | NA                                    | Wifi i GPS d'iPhone      | NA                                                                                               |               | NA                           |

#### Glasses
A la taula es presenta una comparativa a nivell hardware d'algunes de les Glasses que hi ha actualment al mercat.
| Dispositiu               | Processador                 | Memòria | Comunicacions                  | Pantalla                         | Càmera | Bateria      |
| ------------------------ | --------------------------- | --- | ------------------------------ | -------------------------------- | --- | ------------ |
| Google Glass             | OMAP 4430 SoC, dual-core    | 16 GB (12 GB addicionals en Google Drive), 1GB de RAM (682MB disponibles pels desenvolupadors) / 2GB de RAM | Wifi 802b/g, Bluetooth         | 640x360 píxels                   | 5 megapíxels, 720p | 1 dia d'ús   |
| Sony SmartEyeglass       | NA                          | NA | Bluetooth v3.0, Wi-Fi 802b/g/n | NA                               | 3 megapíxels (filma en VGA 640 X 480 píxels)                                                                              | NA           |
| Meta Glasses             | Intel i5 1.5GHz             | 4GB RAM, 128 SSD                                                                                            | Wi-Fi 820b/g/n, Bluetooth 4.0  | 960 x 540 píxels                 | 3D Time-of-flight depth camera, with 320x240 (QVGA) pixel resolution, Color (RGB) Camera with 1280x720 (MJPEG) resolution | NA           |
| Ocolus Rift              | NA                          | NA | HDMI, USB i DVI                | OLED, resolució: 1280x800 píxels | NA | NA           |
| Vuzix M100 Smart Galsses | OMAP4460 a 1.2GHz           | 1 GB RAM, 4GB flash                                                                                         | Wifi802b/g, Bluetooth i USB    | WQVGA Color display              | 5 megapíxels | 380mAh       |
| Epson moverio BT-200     | OMAP 4460 1.2GHz, dual core | 1GB de RAM, 8GB d'emmagatzematge                                                                            | Wifi802b/g, Bluetooth i USB    | 960x540 píxels                   | VGA | 1/2 dia d'ús |

#### Polseres
A la taula es presenta una comparativa a nivell hardware d'algunes de les Polseres que hi ha actualment al mercat.
| Dispositiu           | Processador         | Memòria                                   | Comunicacions            | Pantalla                                         | Bateria                                     |
| -------------------- | ------------------- | ----------------------------------------- | ------------------------ | ------------------------------------------------ | ------------------------------------------- |
| Nike Fuel Band       | NA                  | NA                                        | Bluetooth 4.0            | NA                                               | Polímer d'ions de liti (3.7 V). 7 dies d'ús |
| LG Lifeband Touch    | NA                  | NA                                        | Bluetooth 4.0            | OLED amb resolució 128 x 32 píxels               | 5 dies d'ús                                 |
| Samsung Gear Fit     | Doble nucli a 1 GHz | 4GB d'emmagatzematge intern, 512MB de RAM | Bluetooth 4.0            | Curva super AMOLED, resolució 128 x 432          | 210 mAh, 3 a 4 dies d'ús                    |
| UP24 by Jawbone      | NA                  | NA                                        | Wired i Bluetooth 4.0    | NA                                               | Polímer d'ions de liti. 10 dies d'ús        |
| Myo Alpha            | ARM Cortex M4       | NA                                        | Bluetooth 4.0            | NA                                               | Polímer d'ions de liti                      |
| SmartBand Talk SWR30 | ARM Cortex M4       | Memòria flash de 2MP                      | Bluetooth 4.0, Micro USB | 1.4” negre i blanc E ink 296x128 píxels. 192 dpi | 70 mAh                                      |

## Funcionalitats dels ordinadors corporals
En aquests moments, els ordinadors corporals estan dissenyats per desenvolupar funcionalitats concretes, el seu objectiu no és el de substituir els ordinadors, tablets o telèfons mòbils, sinó el de ser un complement totalment portable d'aquestes tecnologies. El seu disseny físic també limita les seves característiques i funcionalitats.
A continuació es presenten les principals funcionalitats en funció dels tres grans tipus de dispositius que actualment lideren el mercat.

### Rellotges intel·ligents
Les seves funcionalitats principals són les d'un rellotge digital (donar l'hora, fer de cronòmetre, alarma), a més d'altres funcionalitats pròpies tals com rebre actualitzacions d'internet de les xarxes socials, enviar i rebre emails, donar informació sobre la temperatura, mostrar esdeveniments del calendari, entre d'altres.
En aquests moments, aquests dispositius no pretenen substituir als telèfons mòbils sinó que es presenten com un complement d'aquests. Fins al moment, no disposen de total autonomia sinó que requereixen un telèfon mòbil per establir comunicació i transmetre les seves dades.
A la taula es presenta una comparativa de les funcionalitats.
| Dispositiu        | Trucades | Notific. xarxes socials / Mails | Apps sports | Rep. àudio | Resist. aigua | Control remot | Predicció temps | Brúixola dig. | Acc. | Fotos i vídeos | Baròmet. | GPS | Control veu | Altres                                                           |
| ----------------- | -------- | ------------------------------- | ----------- | ---------- | ------------- | ------------- | --------------- | ------------- | ---- | -------------- | -------- | --- | ----------- | ---------------------------------------------------------------- |
| Plebbe            | SI       | SI                              | NA          | SI         | SI            | NA            | NA              | NA            | SI   | NA             | NA       | NA  | NA          | --                                                               |
| Samsung Gear 2    | SI       | SI                              | SI          | SI         | SI            | SI            | SI              | NA            | SI   | SI             | SI       | SI  | SI          | --                                                               |
| Samsung Gear S    | SI       | SI                              | SI          | SI         | SI            | NA            | SI              | SI            | SI   | SI             | SI       | SI  | SI          | SIM pròpia, teclat en pantalla, botó físic, sensor UV, Podòmetre |
| Moto 360          | NO       | SI                              | SI          | NA         | SI            | SI            | SI              | NA            | SI   | SI             | NA       | NO  | SI          | Podòmetre, Botó físic, sensor llum UV, giroscopi                 |
| LG G Watch        | SI       | SI                              | SI          | NA         | SI            | SI            | SI              | SI            | SI   | NO             | NA       | NA  | SI          | Navegació pas a pas, giroscopi                                   |
| LG G Watch R      | NO       | SI                              | SI          | NA         | SI            | SI            | SI              | SI            | SI   | NO             | SI       | NO  | SI          | Botó físic, navegació pas a pas, giròmetre, pulsòmetre           |
| Asus ZenWatch     | NO       | SI                              | SI          | SI         | SI            | SI            | SI              | SI            | SI   | NO             | NA       | NO  | SI          | Giroscopi, trobar el tlf                                         |
| Sony SmartWatch 3 | NA       | SI                              | SI          | NA         | SI            | SI            | SI              | SI            | NA   | NA             | NA       | SI  | NA          | Navegació pas a pas, Giroscopi                                   |
| Apple Watch       | SI       | SI                              | SI          | SI         | NA            | SI            | SI              | NA            | NA   | SI             | NA       | NO  | SI          | Botó físic, corona digital, navegació pas a pas                  |

### Glasses
Aquests dispositius permeten accedir a entorns de realitat augmentada o realitat virtual. A més, algunes permeten congelar les imatges que visualitzem tal com les estem veient en el moment o prendre dades de l'entorn. Tota la interacció amb aquests dispositius es fa mitjançant ordres de veu, tot i que en alguns casos es poden dirigir amb altres dispositius.
A la Taula 5 es presenta una comparativa de les funcionalitats.
| Dispositiu               | Trucades | Notific. xarxes socials / Mails | Apps sports | Rep. audio | Resist. aigua | Control remot | Predicció temps | Brúixola dig. | Acc. | Fotos i vídeos | GPS | Control veu | Altres                                                   |
| ------------------------ | -------- | ------------------------------- | ----------- | ---------- | ------------- | ------------- | --------------- | ------------- | ---- | -------------- | --- | ----------- | -------------------------------------------------------- |
| Google Glass             | SI       | SI                              | SI          | SI         | SI            | SI            | SI              | SI            | SI   | SI             | SI  | SI          | Sensor llum ambient, sensor proximitat, giroscopi        |
| Sony SmartEyeglass       | NA       | NA                              | NA          | NA         | NA            | NA            | NA              | SI            | SI   | SI             | NA  | NA          | Pantalla monocromàtica, giroscopi, sensor llum ambiental |
| Meta Glasses             | SI       | NA                              | SI          | NA         | NA            | NA            | NA              | SI            | SI   | SI             | SI  | NA          | Visió 3D, reconeixement gestual, giroscopi               |
| Ocolus Rift              | NO       | NO                              | NO          | NO         | NO            | NA            | NO              | NA            | SI   | NA             | NA  | NA          | Giroscopi, magnetòmetre                                  |
| Vuzix M100 Smart Galsses | SI       | SI                              | NO          | SI         | NO            | NO            | NO              | SI            | SI   | SI             | SI  | SI          | --                                                       |
| Epson moverio BT-200     | SI       | SI                              | NO          | NO         | SI            | NO            | SI              | SI            | SI   | SI             | SI  | NO          | Visió 3D, giroscopi                                      |

### Polseres
La principal funcionalitat d'aquests dispositius és fer monitoratge de les activitats físiques de l'usuari. Amb elles es pot fer l'enregistrament de dades tals com calories consumides, passos fets en un dia, monitorar el ritme cardíac mentre es fa l'activitat o mesurar la qualitat del son.
A la taula es presenta una comparativa de les funcionalitats.
| Dispositiu           | Trucades | Notific. xarxes socials / Mails | Apps sports | Resist. aigua | Control remot | Predicció temps | Acc. | GPS | Control veu | Altres                                                           |
| -------------------- | -------- | ------------------------------- | ----------- | ------------- | ------------- | --------------- | ---- | --- | ----------- | ---------------------------------------------------------------- |
| Nike Fuel Band       | NO       | NO                              | SI          | SI            | NO            | NO              | SI   | SI  | NO          | Mesura de son, mesura de sessions específiques, pulsòmetre, hora |
| Samsung Gear Fit     | SI       | SI                              | SI          | SI            | SI            | NO              | SI   | NO  | NO          | Pulsòmetre, podòmetre, son, hora                                 |
| UP24 by Jawbone      | NO       | NO                              | SI          | SI            | NO            | SI              | SI   | SI  | NO          | Son, podòmetre, registre de menjar i beure, hora                 |
| Myo Alpha            | NA       | NA                              | SI          | NA            | NA            | NA              | NA   | NA  | NA          | --                                                               |
| SmartBand Talk SWR30 | SI       | SI                              | SI          | SI            | SI            | NA              | SI   | NO  | SI          | Altímetre, natació, son                                          |
| LG Lifeband Touch    | SI       | SI                              | SI          | SI            | SI            | NO              | SI   | SI  | NO          | Altímetre                                                        |

## Components de software dels ordinadors corporals
Del gran nombre d'ordinadors corporals que hi ha actualment al mercat, molts funcionen amb sistemes operatius diferents i, per tant, cadascun requereix un conjunt d'eines específiques fer aplicacions específiques per a ells.
A continuació es presenta una comparativa de programari d'alguns dels dispositius que hi ha actualment al mercat, en funció del tipus al qual pertanyen.

### Rellotges intel·ligents
Els primers passos en l'àmbit de la compatibilitat de sistemes operatius dels rellotges intel·ligents els ha donat Google. El 2014, va posar a la disposició de la comunitat desenvolupadora el sistema operatiu Android Wear, que permet als desenvolupadors d'aplicacions Android poder programar per rellotges intel·ligents i altres dispositius en un entorn compatible.
Està basat en la versió d'Android 4.4 Kit Kat (optimitzada per dispositius amb menys recursos). El seu motor principal és Google Now perquè s'utilitza el seu sistema de targetes per notificacions i mostrar la informació, i per la cerca per veu.
A la taula es presenta una comparativa de software dels diferents models que trobem al mercat actualment.
| Dispositiu        | Sistema operatiu   | Llenguatge programació         | Compatibilitat                                |
| ----------------- | ------------------ | ------------------------------ | --------------------------------------------- |
| Pebble            | Pebble OS          | C i HTML, CSS i javascript     | Android i iOS                                 |
| Samsung Gear 2    | Android Wear/Tizen | Java i HTML, CSS i javascript  | Compatibilitat amb dispositius Samsung Galaxy |
| Samsung Gear S    | Tizen              | HTML, CSS i javascript o C/C++ | Android 4.3                                   |
| Moto 360          | Android Wear       | Java                           | Android 4.3                                   |
| LG G Watch        | Android Wear       | Java                           | Android 4.3                                   |
| LG G Watch R      | Android Wear       | Java                           | Android 4.3                                   |
| Asus ZenWatch     | Android Wear       | Java                           | Android 4.3                                   |
| Sony SmartWatch 3 | Android Wear       | Java                           | Android 4.3                                   |
| Apple Watch       | Watch OS           | Swift i Objective-C            | iPhone 5                                      |

### Glasses
En el cas de les Google Glass, el desenvolupament d'aplicacions es fa en Android, fent servir el Glass Development Kit (GDK). La informació es presenta a l'usuari mitjançant targetes per les quals l'usuari navega, donant les ordres amb la veu.
A la taula es presenta una comparativa de software dels diferents models que trobem al mercat actualment.
| Dispositiu               | Sistema operatiu         | Llenguatge programació | Compatibilitat      | Altres      |
| ------------------------ | ------------------------ | ---------------------- | ------------------- | ----------- |
| Google Glass             | GDK                      | Java                   | Android i iOS       | --          |
| Meta Glasses             | Unity 3D                 | C# i Unity 3D          | NA                  | --          |
| Sony SmartEyeglass       | Android                  | Java (Android)         | Android i iOS       | --          |
| Ocolus Rift              | OSX, Windows o Linux     | C++, Unity 3D i Unreal | Mac, Linux, Windows | Tarjeta SIM |
| Vuzix M100 Smart Glasses | Android ICS 4.04, API 15 | Java (Android)         | Android, iOS        | --          |
| Epson moverio BT-200     | Andriod 4.01             | Java (Android)         | Android             | --          |

### Polseres
En la seva majoria, les polseres estan pensades per emmagatzemar dades i mostrar l'evolució de l'activitat física.
A la taula es presenta una comparativa de software dels diferents models que trobem al mercat actualment.
| Dispositiu           | Sistema operatiu | Llenguatge programació                                    | Compatibilitat                   | Altres |
| -------------------- | ---------------- | --------------------------------------------------------- | -------------------------------- | ------ |
| UP24 by Jawbone      | iOS o Android    | Diversos llenguatges amb l'API Jawbone Developer Platform | Android i iOS                    | --     |
| Myo Alpha            | Propi            | C, C++                                                    | Windows, iOS, Android o Mac      | --     |
| SmartBand Talk SWR30 | NA               | NA                                                        | Android 4.4 en davant            | --     |
| LG Lifeband Touch    | NA               | NA                                                        | iOS 6 i 7, Android 4.3 en davant | --     |
| Samsung Gear Fit     | Tizen            | Tizen SDK for Wearables i el Samsung Accessory SDK        | NA                               | --     |
| Nike Fuel Band       | Propi            | NA                                                        | iOS                              | --     |